# Ostrów Mazowiecka
Ostrów Mazowiecka is een stad in het Poolse woiwodschap Mazovië, gelegen in de powiat Ostrowski. De oppervlakte bedraagt 22,09 km², het inwonertal 22.486 (2005).

## Verkeer en vervoer
- Station Ostrów Mazowiecka